# Monte Secco
Il Monte Secco (2267 m s.l.m.) è una montagna delle Prealpi Bergamasche posta in Val Seriana, in provincia di Bergamo. Da non confondere con l'omonimo Monte Secco che si trova in val Brembana.

## Descrizione
Situato lungo il crinale che funge da spartiacque tra la Valcanale e la valle Nossana, percorsa dall'omonimo torrente, e che attraverso la Cima del Fop e la Cima Valmora, culmina con il Pizzo Arera (2512 m.s.l.m.). 
Scoscesa montagna calcarea, orograficamente imponente, soprattutto nel suo versante nord-est, da Rizzoli nella Valcanale che, con 1040 metri di dislivello dall'attacco, risulta la più alta parete delle Alpi bergamasche. Fu scalata per la prima volta da G.B. Cortinovis ed E. Corio nel luglio del 1931.
Presenta due cime, una a est, detta monte Secco di Clusone (2216 m.s.l.m.), sormontata da una croce e, ad ovest, la cima principale (2267 m.s.l.m.). 

## Geomorfologia
I depositi nevosi sui versanti e le valanghe che da questi si originano sono alla base di due noti fenomeni geomorfologici osservabili sul monte.

### Gias del Secco
Alla base della parete di nord-est, nella cosiddetta Val Las, tra i 1000 e i 1100 m di quota, si trova uno dei nevai più bassi di tutte le Alpi, conosciuto tra gli abitanti della zona (Ardesio – Valcanale), come il Gias del Secco.

### Valanga di Ludrigno (Il Vendöl)
(Giovanni Maironi da Ponte, 1819)
Si tratta di una valanga con periodicità irregolare che si distacca dalle creste e pendii sommitali del versante est in seguito ad annate con forte innevamento. Nella sua discesa si incanala in un versante imbutiforme che termina sul fondovalle seriano, in località Ludrigno, dove si colloca la zona di espansione della valanga. Viene classificata come valanga a lastroni di fondo.
Gli eventi maggiori sono stati registrati a fine marzo, per cui viene considerata una valanga primaverile.
Nell'ultimo secolo l'evento principale è del marzo 1916, che ha causato 8 morti; nel marzo 1984 ha raggiunto il fiume Serio trascinando un'autovettura. Altri eventi significativi si sono avuti nel marzo 2004, febbraio 2009, di cui esiste un filmato interessante, dicembre 2009, febbraio e marzo 2014. A protezione della frazione sono state poste delle opere di difesa passive.

## Galleria d'immagini

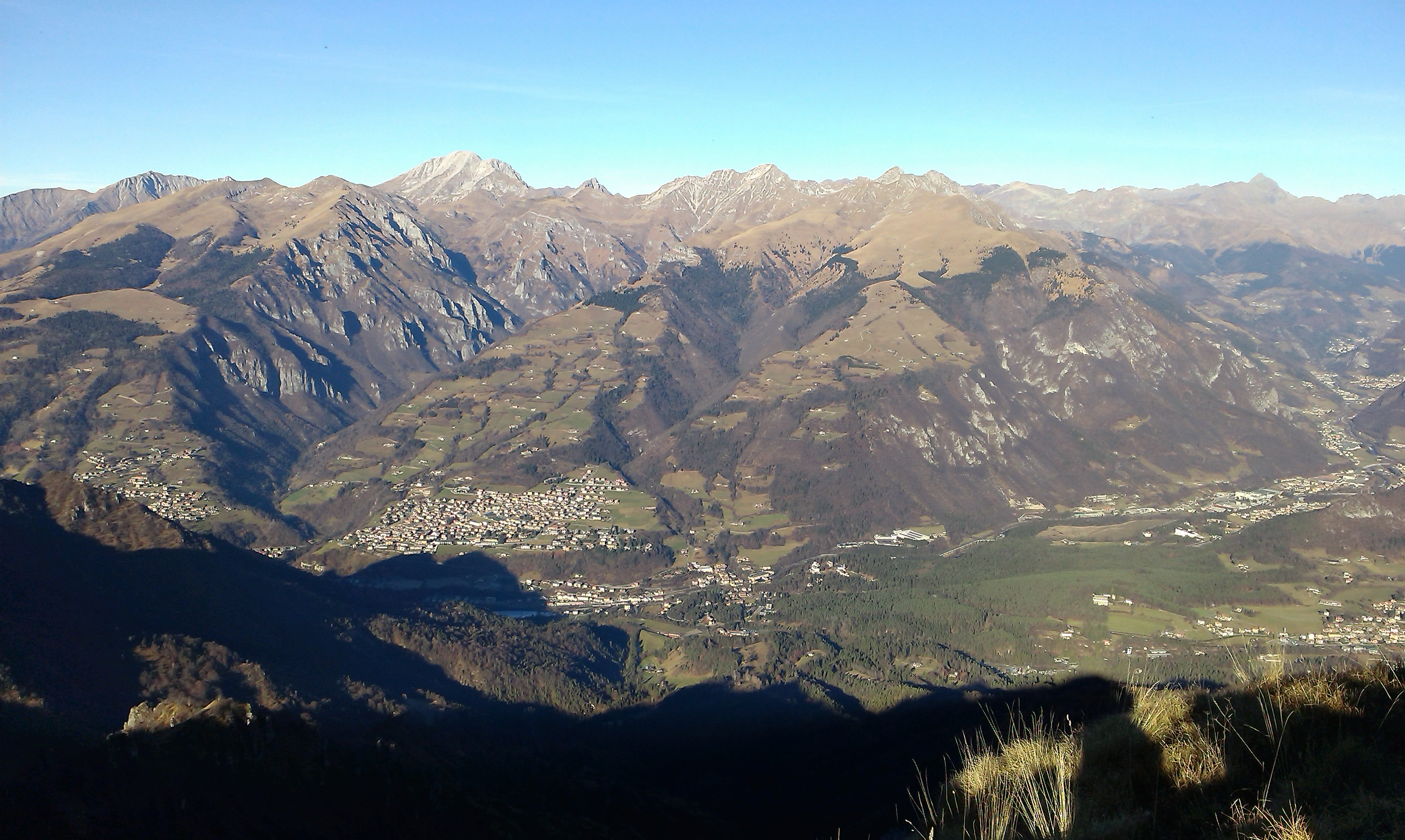
Il monte Grem (a sinistra) e Parre con monte Vaccaro e versante est del monte Secco (a destra).
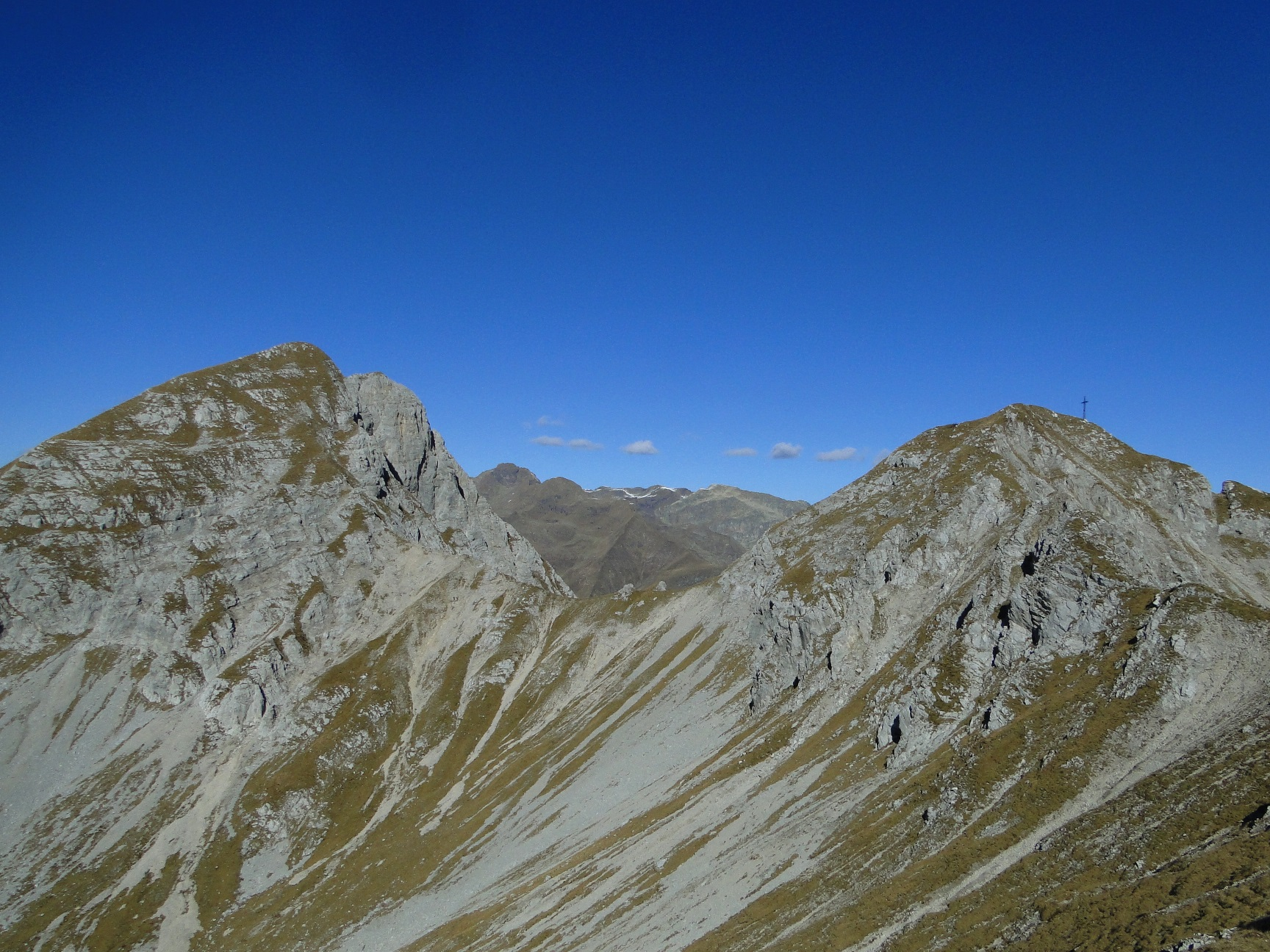
Cima ed anticima del monte Secco, viste da Sud.
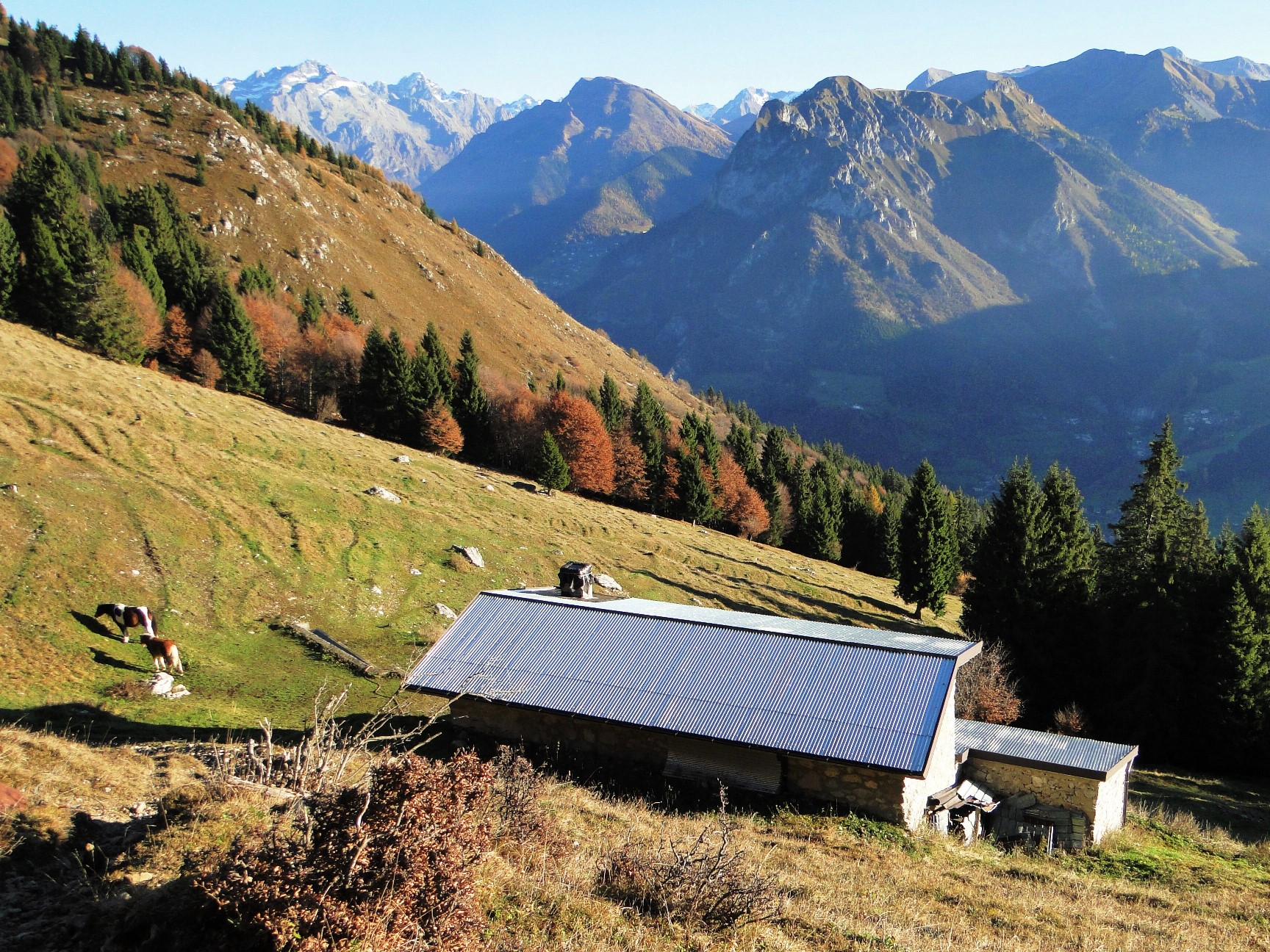
la baita inferiore di monte Secco, sul versante est della montagna, nella zona del Vendöl.

### Fonti non bibliografiche
- Giorgio Fornoni, La storia – Ardesio. Il Monte Secco, la leggenda dell’argento. Aridus solo di nome, dà da bere a un terzo degli abitanti di Bergamo. I 50 anni della grande Croce sul Monte Secco, Ardesio, Fornoni Giorgio, 2015.
«La croce del monte Secco compie 50 anni e il reporter Giorgio Fornoni ne racconta la storia. La croce - ricavata da un traliccio smontato - è una presenza famigliare per gli abitanti di Ardesio e della valle»